# Meeting International Mohammed VI d'Athlétisme 2011
Meeting International Mohammed VI d’Athlétisme 2011 – mityng lekkoatletyczny, który odbył się 5 czerwca w stolicy Maroka – Rabacie. Zawody były kolejną odsłoną cyklu World Challenge Meetings rozgrywanego pod egidą IAAF.

## Rezultaty

### Mężczyźni
| Konkurencja:                  | 1. miejsce         | Rezultat | 2. miejsce                  | Rezultat | 3. miejsce        | Rezultat |
| Bieg na 100 m                 | Aziz Ouhadi        | 10,27    | Francis Obikwelu            | 10,31    | Peter Emelieze    | 10,40    |
| Bieg na 200 m                 | Jonathan Borlée    | 20,42    | Ainsley Waugh               | 20,52    | Jordan Boase      | 20,52    |
| Bieg na 400 m                 | Lalonde Gordon     | 45,51    | William Collazo             | 45,57    | Martyn Rooney     | 46,19    |
| Bieg na 1000 m                | Amine Laâlou       | 2:15,31  | Marcin Lewandowski          | 2:15,76  | Mohammad Al-Azemi | 2:15,84  |
| Bieg na 1500 m                | Collins Cheboi     | 3:33,82  | Mahiedine Mekhissi-Benabbad | 3:33,86  | Fouad El Kaam     | 3:34,01  |
| Bieg na 5000 m                | Jacob Korir        | 13:10,55 | Aziz Lahbabi                | 13:13,68 | Vincent Rono      | 13:22,86 |
| Bieg na 3000 m z przeszkodami | Abdelkader Hachlaf | 8:13,04  | Hamid Ezzine                | 8:21,21  | Elijah Chelimo    | 8:22,84  |
| Skok w dal                    | Yahya Berrabah     | 8,10     | Wilfredo Martínez           | 8,07     | Ignisious Gaisah  | 7,81     |
| Rzut dyskiem                  | Erik Cadée         | 64,06    | Frank Casañas               | 63,53    | Jorge Fernández   | 62,88    |

### Kobiety
| Konkurencja:               | 1. miejsce       | Rezultat | 2. miejsce        | Rezultat | 3. miejsce       | Rezultat |
| Bieg na 800 m              | Halima Hachlaf   | 2:00,05  | Zahra Bouras      | 2:01,30  | Malika Akkaoui   | 2:01,59  |
| Bieg na 1500 m             | Anna Miszczenko  | 4:07,95  | Btissam Lakhouad  | 4:08,11  | Meskerem Assefa  | 4:08,34  |
| Bieg na 3000 m             | Viola Kibiwott   | 8:46,84  | Priscah Cherono   | 8:47,15  | Gedo Utura       | 8:47,42  |
| Bieg na 400 m przez płotki | Wania Stambołowa | 53,68    | Queen Harrison    | 55,31    | Hanna Jaroszczuk | 55,35    |
| Skok wzwyż                 | Blanka Vlašić    | 1,97     | Mélanie Melfort   | 1,95     | Anna Cziczerowa  | 1,95     |
| Trójskok                   | Baya Rahouli     | 14,34    | Dana Velďáková    | 14,02    | Snežana Rodić    | 13,89    |
| Rzut oszczepem             | Mercedes Chilla  | 63,77    | Jarmila Klimešová | 60,41    | Wira Rebryk      | 57,94    |

## Rekordy
Podczas mityngu ustanowiono 2 krajowe rekordów w kategorii seniorów:
| Zawodnik           | Reprezentacja | Konkurencja                | Rezultat |
| ------------------ | ------------- | -------------------------- | -------- |
| Marcin Lewandowski | Polska        | bieg na 1000 m             | 2:15,76  |
| Wania Stambołowa   | Bułgaria      | bieg na 400 m przez płotki | 53,68    |